# Carlos Berlocq
Carlos Berlocq (Chascomús, 3 de febrero de 1983) es un ex tenista profesional 
argentino. Es el jugador argentino que ganó más títulos Challenger; 19 en total, la mayoría de ellos en tierra italiana en canchas de polvo de ladrillo. Además ha ganado 2 títulos ATP.
Sus logros son muy reconocidos por el pueblo argentino y por el resto del mundo debido a sus distinguidas demostraciones de talento y "garra" en los partidos de Copa Davis. Uno de sus partidos más recordados, jugando para Argentina por Copa Davis, fue en 2013 cuando venció al francés Gilles Simon (13° en el ranking ATP de aquel entonces) en el quinto punto en cuartos de final de la competición, lo cual le otorgó a Argentina la posibilidad de jugar contra República Checa en las semifinales.

## Carrera
En individuales debutó en un torneo ATP en julio de 2005 en el Torneo de Stuttgart perdiendo en primera ronda ante el rumano Razvan Sabau por 2-6, 2-6. Su primer triunfo en ATP llegó en marzo de 2006, cuando venció en primera ronda del Miami TMS al local Donald Young por 6-7, 7-6, 6-4.

### 2001-2005
Su carrera profesional comenzó en el año 2001. Ese año logró una buena escalada terminando 661° del mundo.
En su segundo año, en 2002, tuvo otra sensacional escalada y terminó en el puesto 297 del mundo. En el año 2003, con una exigencia superior al comenzar a avanzar en el nivel de los torneos terminó en el puesto 307. En el año 2004 empezó a adaptarse mejor a la alta competencia, tuvo muchas grandes actuaciones en futures y una final en el Challenger de Manta, y terminó con una buena escalada en el puesto 209 del mundo.
El 2005 fue un gran año y en el despegue en su carrera logró tres títulos Challengers incluido el de Buenos Aires, además terminó 79 del mundo.
Su debut en dobles en un torneo ATP tuvo lugar en septiembre de 2005 en el Torneo de Bucarest junto a Mariano Puerta, donde fueron derrotados en primera ronda por la pareja rumana formada por Ion Moldovan y Gabriel Moraru por 1-6, 2-6. Su primer triunfo lo logró unos meses más tarde, en febrero de 2006, en el Torneo de Buenos Aires formando pareja con Potito Starace. Vencieron en primera ronda a Albert Montañés y Albert Portas por 6-3, 6-0 sobre tierra batida.

### 2006-2007
En el 2006 pagó el precio del salto del nivel Challenger al máximo nivel ATP, en el máximo nivel tuvo muchas derrotas en primera ronda que lo llevaron a terminar el año en el puesto 132 del mundo y apenas logró un título Challenger en Naples sobre el fin de la temporada.
En el 2007 fue ganando terreno y creciendo como jugador en el máximo nivel ATP, alcanzó semifinales de un torneo ATP en Bucarest y logró ganar un partido a cinco sets en Roland Garros, también logró dos títulos Challengers y terminó 85° del mundo.

### 2008-2010
En el 2008 tuvo un comienzo auspicioso, logrando final del Challenger de San Pablo sobre hard en su primer torneo, una digna actuación en el AO perdiendo en un peleado encuentro con Juan Mónaco y consiguió su pico máximo de rendimiento en los cuartos de final de Viña Del Mar. Después de vencer a Gustavo Kuerten en su despedida del tenis en Brasil, comenzó un descenso en su nivel y muchas primeras rondas, entre ellas se destaca una polémica partida en Acapulco contra Guillermo Cañas, que fue tapa de todos los medios deportivos por las polémicas declaraciones de Cañas. La mejor actuación la logró el 12 de mayo cuando alcanzó la final en el challenger Zagreb, luego comenzó un descenso en el ranking sin buenas actuaciones y jugaría su último partido en los cuartos del Challenger Tampere en la última semana de julio, ya que luego tendría una lesión que le impediría seguir jugando en el resto del año por lo que finalizó el año 158° del mundo.

### 2011
En 2011 ganó varios títulos Challenger logrando el más importante en su tierra, de la misma manera alternó buenos resultados en primeras y segundas rondas en torneos ATP.

### 2012
En 2012 alcanzó su primera final en torneos ATP 250, ante Juan Mónaco en el Torneo de Viña del Mar 2012. En el ATP 250 de Buenos Aires logró uno de los mejores éxitos de su carrera frente al francés Gilles Simon (12) por 6-2, 6-1 en octavos de final.
Por lesión del histórico David Nalbandián, participó del equipo argentino de la Davis Cup en semifinales contra República Checa. Perdió en dobles y también perdió el singles contra Tomáš Berdych, en reemplazo por el reciente lesionado Juan Martín Del Potro.

### 2013
El 1 de febrero de 2013, representando al Equipo de Copa Davis de Argentina venció al alemán Philipp Kohlschreiber por 3-6, 7-5, 2-6, 6-4, 4-5  dándole a su equipo el primer punto de la serie inicial del Grupo Mundial 2013. El partido se disputó en el Estadio Mary Terán de Weiss de Buenos Aires en una jornada con altísimas temperaturas superiores a los de 38 °C. Terminado el partido, en conferencia de prensa declaró: "No puedo creer lo que estoy viviendo. Esta fue la victoria más importante de mi vida, porque fue ante un jugador tremendo, ante mi público".
Por los cuartos de final de la Copa Davis, disputados el 7 de abril del año 2013, derrotó al tenista francés Gilles Simon, en el quinto punto que definió el pase de Argentina a las semifinales del Grupo Mundial de la Copa Davis. Con una gran actuación hizo historia al vencer al número 13 del Ranking de ATP por 6-4, 5-7, 6-4 y 6-4 en 3 horas y 48 minutos, ante más de 10 000 espectadores que eufóricos corearon su nombre en el estadio de Parque Roca de la Ciudad de Buenos Aires. En pleno festejo, apenas terminado el partido, admitió haber sentido miedo antes de entrar a la cancha y una enorme presión durante el juego, y agregó: "No es porque quiera quedar bien con ustedes, pero saben la fuerza que me dieron, miro el estadio y no lo puedo creer".

### 2014
Pese a los altibajos Berlocq siguió demostrando carácter en la Copa Davis, ganando el punto decisivo de la serie contra Israel en el repechaje para mantener la categoría dentro del Grupo Mundial, al derrotar 6-2, 6-3 y 6-0 al tenista israelí Bar Tzuf Botzer en el Sunrise Tennis Club de Miami, Estados Unidos. Charly, que nunca había ganado de visitante en la Copa Davis y tampoco lo había hecho en cemento, en el año rompió, como es su costumbre en cada victoria representando a la Argentina, la remera que usó durante el partido.

### 2016
En la Copa Davis sólo disputó el partido de dobles con Renzo Olivo en la serie contra Polonia perdiendo en sets corridos,ese año Argentina ganaría su primera Copa Davis.

### 2017
En 2017 volvió a jugar por Copa Davis después de 1 año. En la serie contra Italia se enfrentó a Andreas Seppi, cayendo en 4 sets.
La serie estaba 0-2 y se debía jugar el dobles, Berlocq y Mayer vencieron a Bolelli/Fognini en 5 sets poniendo 1-2 la serie. Por el cuarto partido, se enfrentó a Paolo Lorenzi, a quien venció en 5 sets, forzando el quinto partido, que Guido Pella perdió ante Fognini en 5 sets.

## Torneos ATP

### Individual (2)

#### Títulos
| Leyenda                  |
| Grand Slam (0)           |
| ATP World Tour Final (0) |
| ATP Masters 1000 (0)     |
| ATP World Tour 500 (0)   |
| ATP World Tour 250 (2)   |

| Títulos por Superficie |
| Dura (0)               |
| Tierra batida (2)      |
| Césped (0)             |

| N.º | Fecha               | Torneo | Superficie    | Oponentes en la final | Resultado     |
| --- | ------------------- | ------ | ------------- | --------------------- | ------------- |
| 1.  | 14 de julio de 2013 | Bastad | Tierra batida | Fernando Verdasco     | 7-5, 6-1      |
| 2.  | 4 de mayo de 2014   | Oeiras | Tierra batida | Tomáš Berdych         | 0-6, 7-5, 6-1 |

### Copa Davis (1)
| Torneo          | Equipo | Eliminatorias                   |
| Copa Davis 2016 | Juan Martín del Potro Federico Delbonis Leonardo Mayer Guido Pella Juan Mónaco Carlos Berlocq Renzo Olivo | 1R: 2-3 CF: 1-3 SF: 2-3 FN: 2-3 |

#### Finalista (1)

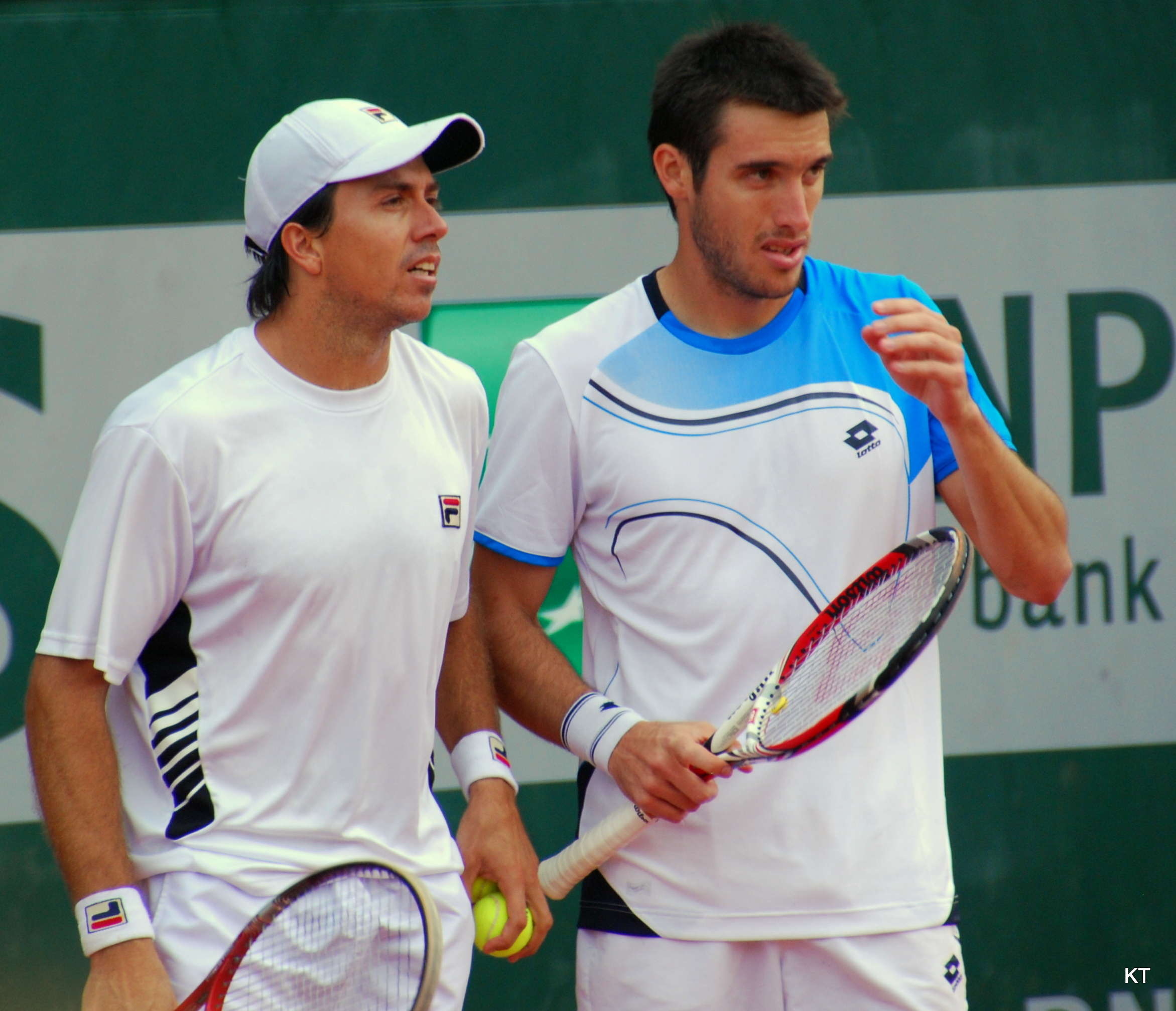
Carlos Berlocq junto a Leo Mayer

| Leyenda                  |
| Grand Slam (0)           |
| ATP World Tour Final (0) |
| ATP Masters 1000 (0)     |
| ATP World Tour 500 (0)   |
| ATP World Tour 250 (1)   |

| N.º | Fecha                | Torneo       | Superficie    | Oponente en la final | Resultado        |
| --- | -------------------- | ------------ | ------------- | -------------------- | ---------------- |
| 1.  | 5 de febrero de 2012 | Viña del Mar | Tierra batida | Juan Mónaco          | 3-6, 7-6(1), 1-6 |

### Singles
| Torneo                        | 2006 | 2007 | 2008 | 2009 | 2010 | 2011 | 2012 | 2013 | 2014 | 2015 | 2016 | 2017 | 2018 | G–P   |
| ----------------------------- | ---- | ---- | ---- | ---- | ---- | ---- | ---- | ---- | ---- | ---- | ---- | ---- | ---- | ----- |
| Grand Slam                    |      |      |      |      |      |      |      |      |      |      |      |      |      |       |
| Abierto de Australia          | 1R   | A    | 1R   | A    | A    | 1R   | 2R   | 2R   | 1R   | 1R   | A    | 2R   | A    | 3–8   |
| Roland Garros                 | 1R   | 2R   | 1R   | A    | 3R   | 2R   | 1R   | 1R   | 2R   | 2R   | 2R   | 1R   | Q2   | 5–10  |
| Wimbledon                     | 1R   | 1R   | 1R   | A    | A    | 1R   | 1R   | 1R   | 1R   | A    | A    | 1R   | A    | 0–8   |
| Abierto de los Estados Unidos | A    | 1R   | A    | A    | 1R   | 2R   | 1R   | 2R   | 1R   | A    | 1R   | 1R   | 1R   | 2–9   |
| Ganados–Perdidos              | 0–3  | 1–3  | 0–3  | 0–0  | 0–1  | 2–4  | 1–4  | 2–4  | 1–4  | 1–2  | 1–2  | 1–4  | 0–1  | 10–35 |
| Estadísticas                  |      |      |      |      |      |      |      |      |      |      |      |      |      |       |
| Títulos–Finales               | 0–0  | 0–0  | 0–0  | 0–0  | 0–0  | 0–0  | 0–1  | 1–1  | 1–1  | 0–0  | 0–0  | 0–0  | 0–0  | 2–3   |
| Ranking                       | 132  | 85   | 157  | 255  | 66   | 60   | 66   | 41   | 72   | 111  | 95   | 112  |      |       |

#### Clasificación en torneos de Masters Series
| 'Indian Wells' | -  | 4R | 2R | -  | - | - | 1R        | -         | 1R        | 0 |
| 'Miami' | 1R | 1R | 1R | 3R | - | - | 1R        | -         | 2R        | 0 |
| 'Montecarlo' | -  | -  | 1R | -  | - | - | -         | -         | -         | 0 |
| 'Madrid' | -  | -  | 1R | Q1 | - | - | -         | -         | -         | 0 |
| 'Roma' | -  | 1R | 2R | 2R | - | - | -         | -         | -         | 0 |
| 'Montreal / Toronto' | -  | -  | 1R | -  | - | - | -         | -         | -         | 0 |
| 'Cincinnati' | -  | -  | 2R | -  | - | - | -         | -         | -         | 0 |
| 'Shanghai' | -  | 3R | 1R | -  | - | - | No TM1000 | No TM1000 | No TM1000 | 0 |
| 'París' | -  | -  | 2R | -  | - | - | -         | -         | -         | 0 |
| Total | 0  | 0  | 0  | 0  | 0 | 0 | 0         | 0         | 0         | 0 |
| 'World Tour Finals', Londres | -  | -  | -  | -  | - | - | -         | -         | -         | 0 |
| Leyenda: G:Torneo ganado; F:Finalista; SF:Semifinalista; CF:Cuartos de final; 1R: Primera Ronda; 2R: Segunda Rona; RR: Round Robin**:A partir de 2009 |    |    |    |    |   |   |           |           |           |   |

### Dobles (2)
| Leyenda                  |
| Grand Slam (0)           |
| ATP World Tour Final (0) |
| ATP Masters 1000 (0)     |
| ATP World Tour 500 (0)   |
| ATP World Tour 250 (2)   |

| Títulos por Superficie |
| Dura (0)               |
| Tierra batida (2)      |
| Césped (0)             |

| N.º | Fecha               | Torneo    | Superficie    | Pareja          | Oponentes en la final              | Resultado        |
| --- | ------------------- | --------- | ------------- | --------------- | ---------------------------------- | ---------------- |
| 1.  | 12 de julio de 2010 | Stuttgart | Tierra batida | Eduardo Schwank | Christopher Kas Philipp Petzschner | 7-6(5) 7-6(6)    |
| 2.  | 8 de agosto de 2015 | Kitzbühel | Tierra batida | Nicolás Almagro | Robin Haase Henri Kontinen         | 5-7, 6-3, [11-9] |

#### Finalista (4)
| N.º | Fecha                 | Torneo       | Superficie    | Pareja        | Oponentes en la final          | Resultado       |
| --- | --------------------- | ------------ | ------------- | ------------- | ------------------------------ | --------------- |
| 1.  | 14 de julio de 2008   | Umag         | Tierra batida | Fabio Fognini | Michal Mertiňák Petr Pála      | 6-2 3-6 5-10    |
| 2.  | 23 de octubre de 2011 | Moscú        | Dura          | David Marrero | František Čermák Filip Polášek | 3-6 1-6         |
| 3.  | 6 de febrero de 2012  | Viña del Mar | Tierra batida | Pablo Andújar | Frederico Gil Daniel Gimeno    | 6-1, 5-7, 10-12 |
| 4.  | 14 de julio de 2013   | Bastad       | Tierra batida | Albert Ramos  | Nicholas Monroe Simon Stadler  | 2-6, 6-3, 3-10  |

## Torneos Challengers (22; 19+3)

### Individuales (19)

#### Títulos
| N.º | Fecha                    | Torneo                       | Superficie    | Oponente en la final | Resultado          |
| --- | ------------------------ | ---------------------------- | ------------- | -------------------- | ------------------ |
| 1.  | 23 de mayo de 2005       | Challenger de Turín          | Tierra batida | Alessio di Mauro     | 7-5 6-1            |
| 2.  | 15 de agosto de 2005     | Challenger de Cordenons      | Tierra batida | Jérôme Haehnel       | 7-6(5) 6-4         |
| 3.  | 21 de noviembre de 2005  | Challenger de Buenos Aires   | Tierra batida | Diego Hartfield      | 7-5 3-6 6-4        |
| 4.  | 20 de noviembre de 2006  | Challenger de Naples         | Tierra batida | Pablo Cuevas         | 6-3 7-5            |
| 5.  | 19 de marzo de 2007      | Challenger de Barletta       | Tierra batida | Werner Eschauer      | 3-6 7-6(7) 2-0 RET |
| 6.  | 2 de julio de 2007       | Challenger de Turín          | Tierra batida | Boris Pašanski       | 6-4 6-2            |
| 7.  | 21 de junio de 2010      | Challenger de Reggio Emilia  | Tierra batida | Pablo Andújar        | 2-6, 6-0, 7-61     |
| 8.  | 5 de julio de 2010       | Challenger de San Benedetto  | Tierra batida | Daniel Gimeno        | 6-3 4-6 6-4        |
| 9.  | 13 de septiembre de 2010 | Challenger de Todi           | Tierra batida | Marcel Granollers    | 6-4 6-3            |
| 10. | 27 de junio de 2011      | Challenger de Turín          | Tierra batida | Albert Ramos         | 6–4, 6–3           |
| 11. | 12 de septiembre de 2011 | Challenger de Todi           | Tierra batida | Filippo Volandri     | 6–3, 6–1           |
| 12. | 3 de octubre de 2011     | Challenger de Palermo        | Tierra batida | Adrian Ungur         | 6–1, 6–1           |
| 13. | 7 de noviembre de 2011   | Challenger de Buenos Aires   | Tierra batida | Gastão Elias         | 6–1, 7–6(7–3)      |
| 14. | 14 de noviembre de 2011  | Challenger de Montevideo     | Tierra batida | Máximo González      | 6–2, 7–5           |
| 15. | 28 de septiembre de 2014 | Challenger de Porto Alegre   | Tierra batida | Diego Schwartzman    | 6–4, 4–6, 6-0      |
| 16. | 11 de octubre de 2015    | Challenger de Sao Paulo      | Tierra batida | Kimmer Coppejans     | 6–3, 6-1           |
| 17. | 19 de junio de 2016      | Challenger de Blois          | Tierra batida | Steve Darcis         | 6–2, 6-0           |
| 18. | 26 de noviembre de 2017  | Challenger de Río de Janeiro | Tierra batida | Jaume Munar          | 6–4 2–6 3–0 ret.   |
| 19. | 7 de abril de 2018       | Challenger de Panamá         | Tierra batida | Blaž Rola            | 6–2, 6–0           |

#### Finalista (13)
| N.º | Fecha                    | Torneo                        | Superficie    | Oponente en la final  | Resultado         |
| --- | ------------------------ | ----------------------------- | ------------- | --------------------- | ----------------- |
| 1.  | 9 de agosto de 2004      | Challenger de Manta           | Dura          | Giovanni Lapentti     | 7-6(2) 3-6 4-6    |
| 2.  | 27 de junio de 2005      | Challenger de Biella          | Tierra batida | Irakli Labadze        | 6-7(4) 0-6        |
| 3.  | 11 de septiembre de 2006 | Challenger de Belém           | Tierra batida | Guillermo Cañas       | 6-4 2-6 6-7(10)   |
| 4.  | 31 de diciembre de 2007  | Challenger de São Paulo       | Dura          | Thiago Alves          | 4-6 6-3 5-7       |
| 5.  | 12 de mayo de 2008       | Challenger de Zagreb          | Tierra batida | Christophe Rochus     | 3-6 4-6           |
| 6.  | 7 de septiembre de 2009  | Challenger de Génova          | Tierra batida | Alberto Martín        | 3-6 3-6           |
| 7.  | 24 de mayo de 2010       | Challenger de Alessandria     | Tierra batida | Bjorn Phau            | 6-7(6) 6-2 2-6    |
| 8.  | 21 de noviembre de 2010  | Challenger de Cancún          | Tierra batida | Pere Riba             | 4-6 0-6           |
| 9.  | 23 de agosto de 2015     | Challenger de Meerbusch       | Tierra batida | Andreas Haider Maurer | 2-6 4-6           |
| 10. | 15 de noviembre de 2015  | Challenger de Buenos Aires    | Tierra batida | Kyle Edmund           | 0-6 4-6           |
| 11. | 8 de mayo de 2016        | Challenger de Aix en Provence | Tierra batida | Thiago Monteiro       | 4-6 6-4 6-1       |
| 12. | 9 de octubre de 2016     | Challenger de Campinas        | Tierra batida | Facundo Bagnis        | 5-7 6-2 3-0 RET   |
| 13. | 16 de septiembre de 2018 | Challenger de Banja Luka      | Tierra batida | Alessandro Giannessi  | 6-7(6), 6-4 y 6-4 |

### Dobles (3)

#### Títulos
| N.º | Fecha                  | Torneo   | Superficie    | Pareja                   | Oponentes en la final               | Resultado        |
| --- | ---------------------- | -------- | ------------- | ------------------------ | ----------------------------------- | ---------------- |
| 1.  | 1 de agosto de 2005    | Trani    | Tierra batida | Cristian Villagrán       | Giorgio Galimberti Irakli Labadze   | 4-6 6-2 6-4      |
| 2.  | 5 de noviembre de 2007 | Asunción | Tierra batida | Martín Vassallo Argüello | Adrián García Bartolomé Salvá-Vidal | 7-5 6-7(5) 13-11 |
| 3.  | 30 de junio de 2008    | Turín    | Tierra batida | Frederico Gil            | Tomáš Cibulec Jaroslav Levinský     | 6-4 6-3          |

#### Finalista (5)
| N.º | Fecha                   | Torneo           | Superficie    | Pareja                   | Oponentes en la final          | Resultado      |
| --- | ----------------------- | ---------------- | ------------- | ------------------------ | ------------------------------ | -------------- |
| 1.  | 17 de noviembre de 2003 | Campos do Jordão | Dura          | Miguel Gallardo          | Rik de Voest Giovanni Lapentti | 1-6 5-7        |
| 2.  | 27 de junio de 2005     | Biella           | Tierra batida | Ricardo Mello            | Gabriel Trifu Tom Vanhoudt     | 4-6 6-4 4-6    |
| 3.  | 14 de noviembre de 2005 | Aracaju          | Tierra batida | Martín Vassallo Argüello | Máximo González Sergio Roitman | 4-6 7-6(7) 3-6 |
| 4.  | 13 de noviembre de 2006 | Asunción         | Tierra batida | Martín Vassallo Argüello | Tomas Behrend André Ghem       | 6-3 3-6 3-10   |
| 5.  | 15 de enero de 2007     | La Serena        | Tierra batida | Brian Dabul              | Marc López Simone Vagnozzi     | 6-3 3-6 1-10   |